# The Tromboner's Strong Note
The Tromboner's Strong Note è un cortometraggio muto del 1914 diretto da W.P. Kellino.

## Trama
Un musicista, con il suo trombone suonato a tutto spiano, giunge ad abbattere una casa.

## Produzione
Il film fu prodotto dalla Vaudefilms.

## Distribuzione
Distribuito dalla A & C, il film - un cortometraggio di 185 metri - uscì nelle sale cinematografiche britanniche nel